# Campodea escalerai
Campodea escalerai är en urinsektsart som beskrevs av Filippo Silvestri 1932. Campodea escalerai ingår i släktet Campodea och familjen Campodeidae. Inga underarter finns listade.